# Sollentuna och Färentuna domsagas tingslag
Sollentuna och Färentuna domsagas tingslag var ett tingslag i Sollentuna och Färentuna domsaga i Stockholms län. Tingslaget upphörde genom tingsrättsreformen 1971 och verksamheten överfördes till Sollentuna tingsrätt.
Tingslaget bildades tillsammans med domsagan den 1 januari 1916.

## Omfattning

### Härader
Tingslag omfattade Sollentuna och Färentuna härader.

### Kommuner 1952
- Ekerö landskommun
- Järfälla landskommun
- Färingsö landskommun, från 1952
- Sollentuna köping, från 1944

### Städer
- Sundbybergs stad, från 1927